# Bettina D'Andrea
Bettina d'Andrea o Bettina Calderini (Bologna, 1311 – Padova, 5 ottobre 1355) è stata una giurista italiana.

## Biografia

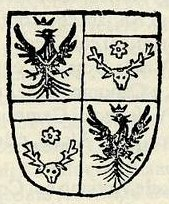
Stemma della famiglia Calderini

Bettina d'Andrea, di nobile famiglia, nacque a Bologna nel 1311, terzogenita del docente di diritto canonico Giovanni d'Andrea Calderini e di Milanzia dallo Spedale, figlia del giureconsulto Buonincontro dallo Spedale. Di Milanzia, donna molto colta, il marito riportò alcuni pareri nei suoi scritti giuridici e si racconta che anche Cino da Pistoia, amico del marito, avesse fatto ricorso alle sue osservazioni.
Bettina e la sorella Novella, l'ultimogenita, vennero avviate fin dalla tenera età agli studi di legge; alcune fonti, senza precisare con certezza quale delle due sorelle, riportano che da adulte esse sostituirono il padre nelle sue lezioni quando questi era lontano dalla città, in missione diplomatica; aggiungono inoltre che la loro bellezza era tale, da indurle a tenere lezioni dietro ad una tenda per evitare di distrarre gli studenti. Questa versione, riferita alla sola Novella, è riportata nella famosa opera di Christine de Pizan La città delle dame, scritta agli inizi del XV secolo, e sarebbe in seguito riapparsa in numerosi libri e dipinti.
Bettina sposò il canonista bolognese Giovanni Sangiorgi. Nel 1347 la coppia si trasferì a Padova, probabilmente per sfuggire alla peste. Sangiorgi ottenne la cattedra di Diritto all'università patavina e ricevette grandi apprezzamenti. Le cronache riportano che la moglie lo sostituìva in caso di occorrenza.
Bettina D'Andrea morì a Padova il 5 ottobre 1355.

## Riconoscimenti
Un busto in terracotta di Bettina Calderini, parte del ciclo di 12 busti raffiguranti donne illustri bolognesi di Palazzo Calzolari (in precedenza Felicini, Fibbia, Pallavicini) dello scultore di Casa Fibbia (1680-1690 ca.) è conservato nella Sala della Cultura del Museo della storia di Bologna, a Palazzo Pepoli. Una sua lapide è presente nella Chiesa di Sant'Antonio a Padova.
Un suo ritratto a olio settecentesco, facente parte dell'eredità Monti 1754, è conservato presso la Biblioteca universitaria.